# Clan Gordon
Le Clan Gordon, aussi connu sous le nom de Chambre des Gordon, est le nom d'un clan écossais traditionnel.

## Histoire

### Origine du Clan
Le premier Gordon était Richard de Gordon, de Swinton, petit-fils d'un célèbre chevalier qui a tué une bête monstrueuse dans le Merse, au cours du temps du roi Malcolm III d'Écosse. Ce Richard était seigneur de la baronnie de Gordon dans le Merse. Entre 1150 et 1160 il a accordé de sa succession une parcelle de terre aux moines de Sainte-Marie à Kelso, une subvention qui a été confirmée par son fils Thomas Gordon. Autres Gordons notables de cette époque comprennent Bertram de Gordon qui a blessé le roi Richard d'Angleterre à Châlons.
Alicia Gordon, IV de la famille Gordon était l'héritière qui a épousé son cousin, Adam Gordon. Adam Gordon était un soldat qui le roi Alexandre III d'Écosse envoya avec le roi Louis de France en Palestine. Une tradition veut que tous les Gordon en Écosse sont les descendants du petit-fils d'Adam, Sir Adam. Cet Adam Gordon soutint Sir William Wallace en 1297 pour reprendre le château de Wigtown de l'Anglais. Adam a été fait  gouverneur.
Des Gordon disent être le Clan Gordon tandis que d'autres préfèrent la Chambre des Gordon. Même si Clan Gordon est le terme le plus souvent utilisé, tous deux Clan et Chambre sont vraiment des synonymes, l'un ou l'autre terme est approprié.

### XIVesiècle& la Guerre d'Indépendance Écossaise
Pendant la Guerre d'Indépendance Écossaise, le Clan Gordon a aidé William Wallace et après Robert le Bruce, et a combattu à la Bataille de Halidon Hill en 1333. Adam a été tué à la tête du clan Gordon à la Bataille de Halidon Hill en 1333, mais son fils, Sir Alexander Gordon, s'est échappé et a été le premier à être désigné Gordon "de Huntly".
Chef Sir John Gordon a été tué à la tête du clan à la Bataille d'Otterburn, où les Anglais furent vaincus en 1388. Son fils, le chef Sir Adam Gordon a été tué à la tête du clan à la Bataille de Homildon, également connu sous le nom de la bataille de la colline Humbleton le 14 septembre 1402. Le chef a quitté son seul enfant, une fille nommée Elizabeth Gordon, qui a épousé Alexander Seton, qui était le fils de Sir William Seton, le chef du clan de Seton.

### XVesiècle& Conflits entre Clans
Le Clan Gordon était à un moment, l'un des plus puissants clans. Les inimitiés et batailles entre Clans étaient fréquentes, surtout avec le Clan Cameron, Clan Murray, Clan Forbes et la Confédération Chattan.
- Le chef du clan, Sir Adam Gordon, a été tué en menant le clan à la Bataille de Homildon Hill, aussi connue comme la Bataille de Humbleton Hill, le 14 septembre 1402, alors qu'une une armée écossaise retournait d'une expédition de pillage dans le comté anglais de Northumberland. Le chef a laissé comme unique enfant, une fille appelée Elizabeth Gordon qui s'est mariée avec Alexander Seton, le fils de Sir William Seton, le chef du Clan Seton.
- Les Gordon ont combattu à la Bataille de Arbroath en 1445 où Patrick Gordon de Methlic a été massacré. Patrick Gordon était de la branche des Gordon de Haddo, qui avait pour chef la Marquise de Aberdeen et Temair. Cette branche du Clan a dit de représenter l'original Chambre des Gordon dans la lignée masculine, par descendance de Gordon de Coldingknowes. Les Gordon ont combattu à côté des hommes du Clan Ogilvy, du Clan Oliphant, du Clan Seton et du Clan Forbes de Pitsligo. Ils ont combattu contre une armée de plus de 1000 hommes du Clan Lindsay sous le Maître de Crawford. Le père du Maître, le Comte de Crawford est arrivé entre les deux armées afin d'essayer d'appeler une trêve. Cependant, un Ogilvie peu judicieux, pensant que c'était le début de l'attaque des Lindsay, a jeté sa lance au Comte, le touchant dans la bouche et le tuant immédiatement. Ainsi la bataille commença qui a été en faveur du Clan Lindsay. Ici sont tombés Ogilvie de Inverquharty, Forbes de Pitsligo, Brucklay de Gartley, Gordon de Borrowfield, et Oliphant de Aberdalgie, avec environ 500 Ogilvie. Cependant, les Lindsay ont perdu une quantité disproportionnée d'hommes, dont le comte lui-même.
- Le Château de Huntly en 1449; les Gordon ont battu le Clan Douglas qui avait envahi leurs terres. Les Douglas étaient des ennemis du Roi. Les Gordon se sont levés du côté du Roi, et avec leurs hommes, ils sont partis dans le Sud du pays, le Comte de Moray, une relation et un allié des Douglas, ont saisi l'occasion pour détruire les terres des Gordon, et enflammer le Château de Huntly. Les Gordon sont revenus et ont rapidement détruit leurs ennemis. Bien que le château ait été brulé, un château plus grand a été construit à la place.
- En 1449, le plus vieux fils de Elizabeth Gordon et Alexander Seton qui s'appelait lui aussi Alexander a été fait Chef, Seigneur Gordon et Huntly. Cependant ses héritiers masculins par sa troisième épouse Elizabeth Crichton étaient obligés de porter le nom Gordon pour succéder en tant que Chef du Clan.
- Le Chef du Clan Lindsay, Alexander Lindsay, le 4e Comte de Crawford, aussi connu sous les noms du Comte Tiger et du Comte Beardie, a été méchamment battu par le Clan Gordon et le Clan Ogilvy sous le Comte de Huntly à Brechin en 1452.

### XVIesiècle& Conflits entre Clans
- Les Gordon ont combattu à la Bataille des îles de l'Ouest en 1505.
- Tout au long des XVe et XVIe siècles, le Clan a été engagé dans une longue inimitié contre le Clan Forbes. L'inimitié qui a atteint son apogée dans les années 1520 avec des meurtres commis par les deux côtés se produisant constamment. Un des plus en avant de ceux tués par l'action des Forbes, Seton de Meldrum, était une personne très proche du Chef des Gordon, le Comte de Huntly. Le Comte de Huntly bientôt devenu impliqué dans une parcelle de terrain visée au Maître des Forbes (fils de John, le VIe Seigneur Forbes), qui était fortement impliqué dans le meurtre de Seton.
- En 1526, le titre de Comte de Sutherland et de rang de Chef du Clan Sutherland lui a été transmis par droit de mariage à Adam Gordon qui était un jeune fils du Chef du Clan Gordon.
- En 1536, Chef des Gordon, le Comte de Huntly a accusé le Maître des Forbes pour la conspiration de l'assassinat du Roi James V d'Écosse alors qu'il visitait Aberdeen s'est fait tirer dessus par un canon. Le Maître des Forbes a été jugé et exécuté, mais dans les jours de sa sentence, elle a été retirée et la famille du Clan Forbes a été remise en faveur. Cependant les dommages de la relation entre le Clan Forbes et le Clan Gordon étaient irréparables. Des attaques par chaque famille et leurs défenseurs ont été effectuées plus ou moins sans interruption dans tout le reste du siècle, amenant le Aberdeenshire dans un état inégalé d'anarchie.

armoiries du marquis de Huntly

### Chef de Famille
- Le Chef des Gordon est actuellement Granville Charles Gomer Gordon, 13e marquis de Huntly, 1er Marquis d'Écosse par ordre de création, dont le siège se trouve à Aboyne Castle, sur la Dee, dans l'Aberdeeshire.
- Le chef des Gordon reçut le titre de comte de Huntly en 1445, puis de marquis de Huntly en 1599, avant de devenir duc de Gordon en 1684. Ce dernier titre s'éteint en 1836. Un descendant du dernier duc de Gordon, le duc de Richmond et de Lennox, fut créé duc de Gordon en 1876, mais sans être pour autant le chef du clan Gordon (cf. l'article Alexander Gordon). C'est à la branche des comtes d'Aboyne qu'échut la succession du clan, ainsi que celle du titre de marquis de Huntly. Ils descendaient du 1er marquis de Huntly, mais pas du 1er duc de Gordon
- Une autre branche des Gordon porte le titre de marquis d'Aberdeen and Temair.

## Tartan du Clan
Pour le clan Gordon, il existe un tartan de couleur bleue :

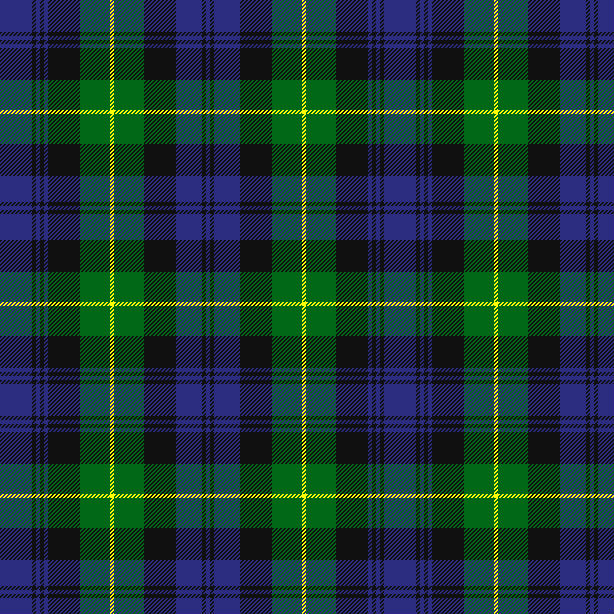
Tartan du Clan Gordon. Le tartan est basé" sur celui des Black Watch.